# Bibio oreonanus
Bibio oreonanus är en tvåvingeart som beskrevs av Fitzgerald 1997. Bibio oreonanus ingår i släktet Bibio och familjen hårmyggor. Inga underarter finns listade i Catalogue of Life.